# Follow the Money (Fernsehserie)
Bedrag (auf Deutsch: Betrug, Täuschung) ist der Originaltitel einer dänischen Wirtschaftskrimi-Fernsehserie, die 2016 begonnen hat und nach drei 10-teiligen Staffeln 2019 beendet wurde. Die Deutsch synchronisierten ersten beiden Staffeln waren 2018 im Schweizer Fernsehen unter dem Titel Follow the Money zu sehen und erschienen darüber hinaus auf DVD. Die dritte Staffel erschien im März 2020 unter dem Serientitel Follow the Money – Die Spur des Geldes beim deutsch-französischen Fernsehsender Arte erstmals auf Deutsch.

## Handlung
In der ersten Staffel geht es um Ermittlungen der Kriminalpolizei gegen den Windenergie-Konzern Energreen wegen Mordes und Wirtschaftskriminalität.
Die zweite Staffel handelt von einer Bank, die Peer-to-Peer-Kredite vergibt und Übernahmekandidat einer anderen Bank ist, deren Chef hinter dem Betrugsfall aus der ersten Staffel steckt.
In der dritten Staffel geht es um Geldwäsche und Drogenhandel (→ Hauptartikel: Follow the Money/Staffel 3).

## Entstehung
Die dritte Staffel wurde weniger als Fortsetzung der beiden vorangegangenen Staffeln angelegt, sondern mehr als ein alleinstehendes Spin-off. In einem Interview sagten der Schöpfer der Serie, Jeppe Gjervig Gram, und der Regisseur Søren Balle, dass der Skandal um die Großbank HSBC und Drogengeschäfte, bei dem sich 2012 Führungskräfte des Konzerns vor dem US-Senat verantworten mussten, eine wichtige Inspirationsquelle für die Staffel gewesen seien.

## Veröffentlichung
Die beiden ersten Staffeln wurden im Auftrag des Schweizer Radio und Fernsehen (SRF) synchronisiert. Die erste Staffel wurde von SRF zwei ab dem 16. Februar 2018, die zweite Staffel ab dem 21. Mai 2018 gezeigt.
Der Beginn der ersten Staffel wurde auch auf der Berlinale 2016 gezeigt, der Anfang der dritten Staffel auf der Berlinale 2019.
Entsprechend einer Meldung von Variety handelt es sich bei der dritten Staffel um die letzte der Serie.
| Format                                      | Staffel 1                    | Staffel 2                   | Staffel 3                      |
| ------------------------------------------- | ---------------------------- | --------------------------- | ------------------------------ |
| Dänische Erstausstrahlung (DR1)             | 1. Jan. – 28. Feb. 2016      | 25. Sep. – 27. Nov. 2016    | 6. Jan. – 10. Mär. 2019        |
| Deutschsprachige Erstveröffentlichung (VoD) | 9. Feb. 2018 (Play SRF)      | 14. Mai 2018 (Play SRF)     | 9. Mär. 2020 (Arte-Mediathek)  |
| Deutschsprachige Erstausstrahlung           | 16.–19. Feb. 2018 (SRF zwei) | 21.–25. Mai 2018 (SRF zwei) | 19. Mär. – 3. Apr. 2020 (Arte) |
| DVD (Edel Germany)                          | 27. Apr. 2018                | 15. Mär. 2019               |                                |
| Blu-ray (Edel Germany)                      | 27. Apr. 2018                |                             |                                |

## Besetzung und Synchronsprecher
Die ersten beiden Staffeln wurden durch die Neue Tonfilm München synchronisiert, das Dialogbuch schuf Masen Abou-Dakn und Dialogregie führten Maren Rainer und Ruth Deny. Die Synchronisation der dritten Staffel wurde vom Studio Hamburg Synchron durchgeführt, Dialogbuchautorin und Dialogregisseurin war Susanne Boetius.
|                   |                                 | Staffel | Staffel | Staffel |                            |
| Darsteller        | Rollenname                      | 1       | 2       | 3       | Deutscher Synchronsprecher |
| ----------------- | ------------------------------- | ------- | ------- | ------- | -------------------------- |
| Thomas Bo Larsen  | Mads Justesen                   | ●       | ●       |         | Matthias Klie              |
| Thomas Hwan       | Alf Rybjerg                     | ●       | ●       | ●       | Benedikt Gutjan            |
| Natalie Madueño   | Claudia Moreno                  | ●       | ●       |         | Bettina Zech               |
| Esben Smed        | Nicky Rasmussen                 | ●       | ●       | ●       | Tim Schwarzmaier           |
| Nikolaj Lie Kaas  | Alexander „Sander“ Sødergren    | ●       |         |         | Frank Schaff               |
| Waage Sandø       | Knud Christiansen               | ●       | ●       |         | Thomas Rauscher            |
| Clars Ljungmark   | Der Schwede / Bo Pedersen ("P") | ●       | ●       |         | Martin Umbach              |
| David Dencik      | Simon Absalonsen                |         | ●       |         | Patrick Schröder           |
| Sonja Richter     | Amanda Absalonsen               |         | ●       |         | Solveig Duda               |
| Maria Rich        | Anna Berg Hansen                |         |         | ●       | Cathlen Gawlich            |
| Marijana Jankovic | Stine                           |         |         | ●       | Cornelia Waibel            |
| Marie Askehave    | Isa                             |         |         | ●       | Melanie Hinze              |

## Auszeichnungen
- Robert
  - 2017: 6-mal nominiert, davon 3-mal prämiert, darunter als beste Fernsehserie, für den besten Hauptdarsteller und den besten Nebendarsteller
  - 2020: 6-mal nominiert, davon 3-mal prämiert, darunter als beste Fernsehserie, für die beste Hauptdarstellerin und den besten Nebendarsteller
- Zulu
  - 2017: nominiert als beste Fernsehserie
  - 2020: 3-mal nominiert, darunter als beste Fernsehserie

## Kritik
Anlässlich des Erscheinens der ersten Staffel erhielt die Serie in deutschsprachigen Medien positive Kritiken. Der Filmdienst etwa bewertete sie mit drei von fünf möglichen Sternen und urteilte, dass sie „ihre Handlungsstränge dramaturgisch geschickt“ verbinde „zu einem ebenso spannenden wie aktuellen Wirtschaftskrimi-Drama um moralische Korrumpierbarkeit im Zuge der Einverleibung der ‚Green Economy‘ in die Gewinnmaximierungs-Strategien der ‚Global Player‘“. Der Kritiker des Schweizer Tages-Anzeigers beurteilte die Staffel als packend von Beginn an, auch, weil sie mit dem Image von Dänemark spiele, es handele sich bei der Serie um eine „genussvolle Demontage der sauberen Dänen“. „Wermutstropfen“ sei allerdings, dass „die geplagten und eigenbrötlerischen Ermittler, wie Mads einer ist“, bereits aus früheren Werken des Genres Nordic Noir bekannt seien. In Der Spiegel hob der Autor es als „große Stärke“ der Serie hervor, „über Milieugrenzen hinweg die Schicksale seiner Protagonisten miteinander zu verknüpfen, vom CEO bis zum Automechaniker“.